# 蝋燭姫
『蝋燭姫』（ろうそくひめ）は、鈴木健也による日本の漫画作品。エンターブレイン発行の隔月誌『Fellows!』にてvolume1からvolume14にかけて連載された。単行本は全2巻。
宮廷を追われ、聖イルーユ修道院に入れられた王女スクワ姫とその侍女フルゥの2人を中心に、修道院での生活や人間関係、それらを巡って巻き起こる騒動を描いた作品。

## あらすじ
王の崩御を機に前王妃一族一掃を狙う現王妃と次期国王ルルクス王子により前王妃の娘であるスクワ姫は辺境の修道院に追放される。スクワ姫を敬愛する侍女フルゥもそれに付き従い2人きりで修道院に入る。
そこでフルゥは姫のために、不自由ないようにと奔走するが修道院という王宮とは価値観の違う場所と人間関係に何度も騒動を巻き起こしてしまう。そんな日常が過ぎ、ようやく修道院での生活に慣れてきたフルゥとスクワ姫。しかし、そこに野盗や王位を望む貴族率いる騎士団の魔の手が伸びる…

## 登場人物

### 主要人物
フルゥ
本作の主人公であり、ヒーロー的な存在。
スクワ姫の侍女であり、今回の修道院への追放にも唯一付き従った。
姫を心底敬愛しており、他人にも臆面なく「私は姫様が大好きだ」と言ってのける。姫のためならどのような苦労も厭わず、そのためしばしば暴走する。
武勇に優れ、一般的な野盗程度なら返り討ちにする程。逆に学はなく、そのためよく「頭が悪い」と自己評価している。また酒盛りの時の歌っていた歌からみるに育ちはあまりよくない模様。
黒髪黒肌と作中では非常に珍しい容姿をしている。
スクワ
物語のもう一人の主人公であり、ヒロイン的な存在。
王崩御を機に権力を得た現王妃に処刑されそうになるも、フルゥの訴えと現王妃の子で次期国王となった幼いルルクス王子の冷酷な思いつきで修道院に追放される。
美しく聡明でありながら、驕りを感じさせない高貴なる姫。寡黙ではあるが、騒動を起こすフルゥを諫め、必要なら罰も与える芯の強さも持っている。
また修道院で生活していくために歩み寄りを見せ、王族ならあり得ない洗濯の手伝いすら買って出る柔軟さも持ち合わせるが、楽ではないようで心労を募らせている。

### 聖イルーユ修道院の人物
ヤージェンカ
ほくろと濡れた唇が特徴的なシスター。
登場するシスターの中ではリーダー格であり、騒動を起こすフルゥに挑発的ともいえる、からかうような口調と態度で正論を述べ、騒動を止めようとする。その態度や口調からは想像できないほど規律に厳しい。
普段から学のないフルゥをからかって笑い飛ばしたりしており、仲が良いとは言えないが、野盗襲来時には突然フルゥにキスするなど表面からはうかがえない内面を持っていると思われる。
マロノー
そばかすとすきっ歯がチャームポイントのシスター。
フルゥとベッドが近いためかよく子分扱いをされており、そのためフルゥと最も親しい。
フルゥに教わった「強がれ」という言葉を胸に何度もフルゥの窮地を助けるなど立派な子分ぶりを発揮している。

### 野盗の人物
ウォッド
野盗のリーダ格の男でグゾの兄貴分。
ぱっと見は野盗には見えない容姿で、騎士の服を奪い偽装してフルゥを騙せるほど。
リークされた情報を元に、侯爵の使者の騎士を装ってスクワ姫を奪おうとする。スクワ姫に使者としての接見を断られたため、野盗を率いて修道院を襲う。
グゾ
野盗のサブリーダー格でウォッドの弟分。
大柄な体格と顎髭、粗野な言葉使いといかにもな野盗。
槌を武器に力任せの戦い方をするが、その実力はフルゥを軽く一掃するほど。しかしスェイには全く歯が立たなかった。
ちなみに初期はウォッドと「兄弟」と呼び合っていたが最後に「兄貴」呼ぶ。

### ドズルグ騎士団の人物
スェイ
北方のドズルグ家の次兄で武勇を知られた騎士。
スクワ姫追放を機に、スクワ姫を妃とし国王の座を奪うべく行動を開始する。
そのためには、野盗を修道院にけしかけて、その混乱を自分の騎士団で鎮圧するなど手段を選ばない。
姫を妃とし王に成ろうとする理由を「男子一生の夢」と言い切る子供っぽさも持っている。

### 宮廷
ルルクス王子
王と現王妃の息子であり、見た目はまだ幼い少年ながら次期国王。
王の崩御やフルゥの助命嘆願にも表情一つ変えないなど、見た目の年齢に合わない冷たさを持つ。また、見た目のアンバランスさとは裏腹に非常に頭が切れる。
スクワ姫の異母弟でありながら、姫の修道院送りを提案する。
王妃
現王妃であり、ルルクス王子の実母。スクワにとっては義母。
強い権力欲と残酷さがあり、王の喪が明けぬうちにスクワに残酷な方法で処刑しようとする。
それだけでなく、スクワ本人に処刑方法を話聞かせて反応を楽しむサディスト。

## 単行本
- 鈴木健也 『蝋燭姫』 発行：エンターブレイン / 発売：角川グループパブリッシング 〈ビームコミックス〉、全2巻
  1. 2009年10月27日初版初刷発行（10月15日発売）、ISBN 978-4-04-726077-1
  2. 2011年2月24日初版初刷発行（2月14日発売)、ISBN 978-4-04-727049-7